# Enginyeria planetària
L'enginyeria planetària és l'aplicació de la tecnologia amb el propòsit d'influir en les propietats globals d'un planeta. L'objectiu d'aquesta tasca teòrica és en general per fer altres mons habitables per a la vida.
Potser el tipus més conegut d'enginyeria planetària és la terraformació, mitjançant el qual les condicions de la superfície d'un planeta són alterades per ser més semblants als de la Terra. Altres tipus d'enginyeria planetària inclouen l'ecopoiesi, la introducció d'una ecologia a un ambient sense vida. L'enginyeria planetària és en gran manera al regne de la ciència-ficció en l'actualitat, encara recent canvi climàtic a la Terra suggereix que els éssers humans poden provocar el canvi a escala global.

## Terraformació
La terraformació és l'hipotètic procés de modificar deliberadament l'atmosfera, temperatura, o l'ecologia d'un planeta, lluna, o un altre cos estel·lar a ser similars als de la Terra amb la finalitat de fer-la habitable per als éssers humans.

## Geoenginyeria
La geoenginyeria és l'aplicació de tècniques d'enginyeria planetària de la Terra. Les recents propostes de geoenginyeria han estat principalment els mètodes per fer front el canvi climàtic induït per l'home, ja sigui l'eliminació de diòxid de carboni de l'atmosfera (per exemple, utilitzant la fertilització de l'oceà de ferro) o mitjançant la gestió de la radiació solar (per exemple, mitjançant l'ús de miralls en l'espai) per negar l'efecte d'escalfament net del canvi climàtic.